# Fassadenbrand

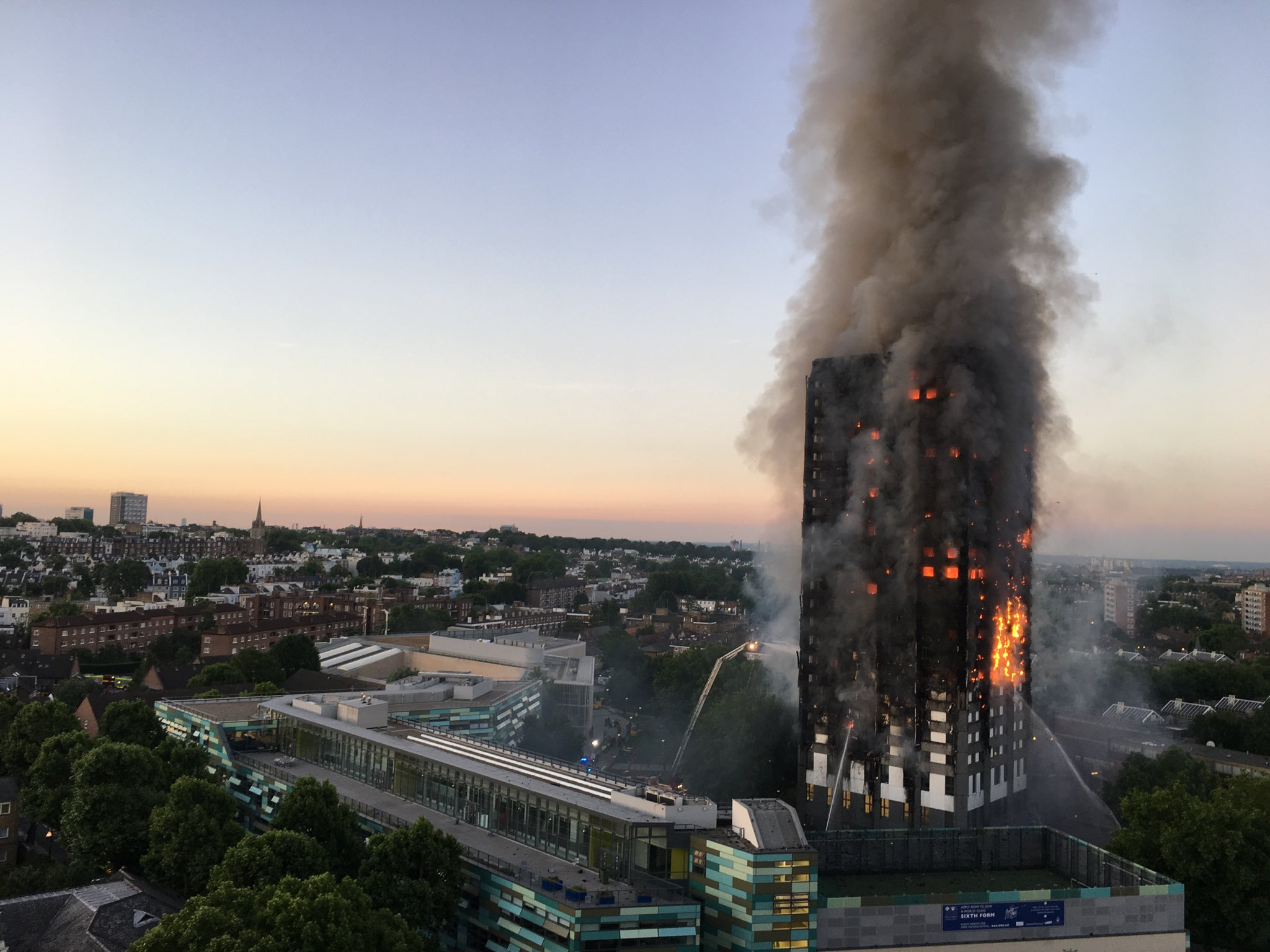
Fassadenbrand des Grenfell Tower

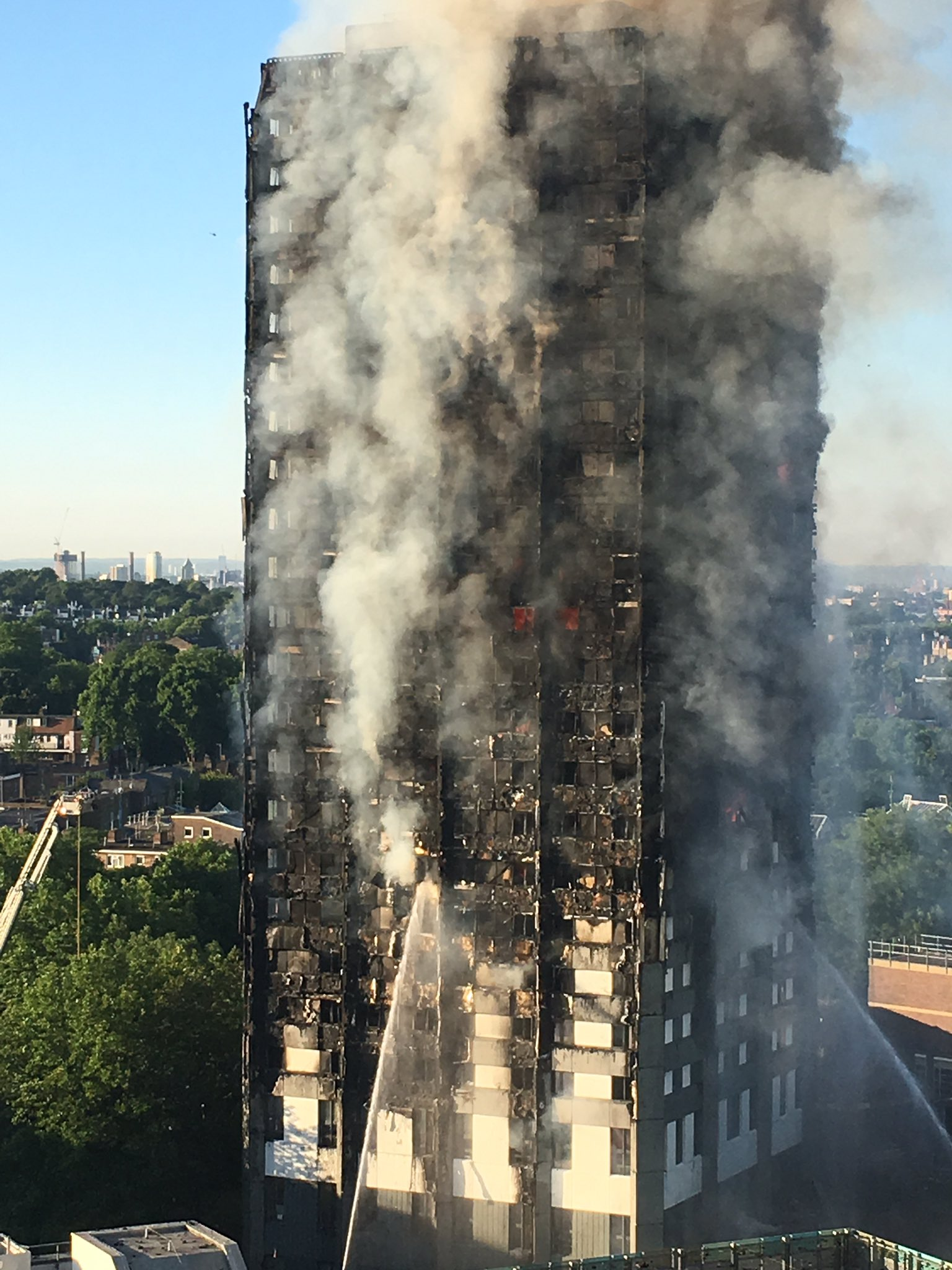
Brennender Grenfell Tower

Bei einem Fassadenbrand geraten Teile der Fassade eines Gebäudes in Brand. Das Risiko von schweren Fassadenbränden bei der Verwendung von brennbaren Wärmedämmverbundsystemen (WDVS) wird seit Jahren von Brandschutzexperten diskutiert.
Beim Brand im Grenfell Tower im Juni 2017 war die Fassadenverkleidung aus Aluminium-Verbundplatten in Brand geraten und hat das Thema weltweit in die Schlagzeilen gebracht.

## Brandursachen und Brandausbreitung
Der Brandherd liegt zu 80 % der Fälle in einem Aufenthaltsraum im Gebäude, von wo aus Flammen durch die zerstörten Fenster nach außen schlagen und sich an die Fassade anlegen.
Externe Brandursachen sind Brände von Müllcontainern, Carports, Autos oder Holzschuppen, die unmittelbar an einer Gebäudewand stehen.
Der Brand kann sich über die Fenster in andere Geschosse ausbreiten, wenn der Fassadenbrand durch geborstene Fensterscheiben ins Gebäude eindringt. Traditionelle hölzerne Dachstühle mit harter Bedachung geraten in Brand, wenn die Flammen zunächst den Dachkasten oder die freiliegenden Dachsparren des Dachüberstandes entzünden.
Da im Baubereich keine leichtentflammbaren Baustoffe verwendet werden dürfen, ist es in der Regel nicht möglich, Polystyroldämmungen oder andere an Fassaden verwendete Kunststoffe zu entzünden. Ein „Primärbrand“ kann jedoch nach einiger Zeit zum Schmelzen und unter besonderen Bedingungen auch zum Beitrag der Kunststoffe am Brandfortschritt führen.
Informationen zum Brandverhalten von Wärmedämmverbundsystemen und Kontroversen nach Medienberichten über Fassadenbrände siehe Wärmedämmverbundsystem#Brandverhalten.
Vorgehängte hinterlüftete Fassaden haben systembedingt einen Hohlraum zwischen Wand und Dämmschicht. In diesem Hohlraum können Flammen und heiße Abgase aufsteigen. Brandnester in diesen Hohlräumen sind von außen nicht zu sehen; sie können nach einem Brand lange weiterglimmen.

## Beispiele
- 21. Mai 2005, Berlin: Ein Zimmerbrand entwickelt sich innerhalb von ca. 20 Min. zum Vollbrand der Fassade mit Brandausbreitung in alle darüber liegenden Geschosse. 87 Menschen können sich retten oder gerettet werden (u. a. Sprungpolster, Leitern und HöRG im Einsatz), zwei Menschen sterben. Ursache für die Brandmächtigkeit war die Hartfaserplatteninnenbekleidung sämtlicher Wände und Decken, die durch einen Fernseherbrand angesteckt wurden. Die Brandlast pro Wohnung betrug durch die Hartfaserplatten und das Inventar fast 10.000 Liter Heizöl-Äquivalent, demgegenüber war die Brandlast auf der Fassade gering. Der damalige Einsatzleiter Albrecht Broemme sagte, die Feuerwehr habe „drei Dutzend Leute zum Teil in letzter Sekunde aus ihren Wohnungen gerettet“.[5]

- 9. Februar 2009, Television Cultural Center, Beijing (China)[6][7]

- 14. Mai 2012, Tour Mermoz, Roubaix (Frankreich): Im ersten Stockwerk des Hochhauses bricht ein Feuer aus. Es breitet sich schnell über die aus Aluminium-Verbundplatten mit Polyethylen-Kern bestehende Fassade auf die 18 übrigen Stockwerke aus, 1 Mensch stirbt. Die Feuerwehr braucht vier Stunden, um das Feuer unter Kontrolle zu bekommen; nach dem Brand ist das ganze Hochhaus unbewohnbar.[8][9]

- 17. Juli 2012, Polat Towers, Istanbul (Türkei)[10]

- 6. Oktober 2012, Saif Belhasa Building, Dubai (Vereinigte Arabische Emirate): Im vierten Stockwerk des 13-stöckigen Hochhauses bricht ein Feuer aus. Es breitet sich schnell über die aus Aluminium-Verbundplatten mit Polyethylen-Kern bestehende Fassade bis zum Dach des Gebäudes aus. Es gibt zwei Verletzte.[11][12]

- 18. November 2012, Tamweel Tower, Dubai (Vereinigte Arabische Emirate): Das 35-stöckige Hochhaus mit einer Fassade aus Aluminium-Verbundplatten mit Polyethylen-Kern gerät an zwei Stellen in Brand. Das Feuer breitet sich über die komplette Höhe des Gebäudes aus.[11][12]

- 3. April 2013, City Towers, Grosny (Tschetschenien)[13]

- 24. November 2013, Hamburg: Am „Schulterblatt“ werden durch Brandstifter mehrere Müllcontainer (Brandlast 7,5 MW pro Container) in eine enge Gebäudelücke zwischen zwei Brandwände geschoben und angezündet. Die Brandwände sind mit Polystyrol gedämmt, obwohl dies bei Brandwänden nicht zulässig ist. Durch die Thermik im Gebäudeschacht steigen die Flammen besonders hoch auf und entwickelt sich der Dämmstoffbrand unter dem Putz sehr schnell.[14]

- 25. November 2014, Lacrosse Tower, Melbourne (Australien): Auf einem Balkon im 8. Stockwerk des 21-stöckigen Hochhauses mit einer Fassade aus Aluminium-Verbundplatten mit Polyethylen-Kern bricht ein Feuer aus. Es breitet sich bis zum Dach des Gebäudes aus.[15][16]

- 21. Februar 2015, The Marina Torch, Dubai (Vereinigte Arabische Emirate): Im 51. Stockwerk des 86-stöckigen Hochhauses bricht ein Feuer aus. Es breitet sich schnell über die aus Aluminium-Verbundplatten mit Polyethylen-Kern bestehende Fassade bis zum Dach des Gebäudes aus.[11]

- 31. Dezember 2015, The Address Downtown Dubai, Dubai (Vereinigte Arabische Emirate)[17][18][19]

- 14. Juni 2017, Grenfell Tower, London (England): In einer Wohnung des Hochhauses gerät ein Kühlschrank in Brand. Die Flammen greifen auf die vorgehängte hinterlüftete Fassade über, die aus Aluminium-Verbundplatten mit Polyethylen-Kern besteht. Aluminium-Verbundplatten werden häufig nicht als Brandlast erkannt, da der nur ca. 3 mm starke Polymer-Kern beidseitig mit Aluminium beschichtet ist. Die Verbundplatten lieferten jedoch den Hauptbeitrag zum Fassadenbrand. Die darunterliegende Wärmedämmung aus alukaschierten Polyisocyanurat-Platten (PIR) wurde zwar beeinträchtigt, hätte jedoch alleine wohl nicht zur Ausbreitung des Brandes beigetragen. PIR-Platten waren z. B. in Deutschland als Brandriegel in WDVS zugelassen. Ihr Abbrand nahm erkennbar nach oben zu, wo die Thermik die heißen Brandgase über Stunden an der Fassade hinaufführte. In den unteren brandbeaufschlagten Fassadenteilen ab dem 4. Stock waren die Dämmplatten aus PIR noch fast vollständig erhalten. Schwere Brandschutzmängel erschwerten die Rettung.

- 5. Mai 2020, Abbco Tower, Schardscha (Vereinigte Arabische Emirate)

- 22. Februar 2024, Valencia (Spanien): Das Feuer hat sich über die Fassade des 14-stöckigen Wohnblocks ausgebreitet. Zehn Menschen kamen ums Leben, 15 wurden verletzt.[20]

## Prävention
- 27. Juni 2017: Die Stadt Wuppertal lässt ein von etwa 70 Menschen bewohntes 11-stöckiges Hochhaus räumen, weil die Fassade mit Kunststoffplatten bekleidet ist. Diese wurde nur im Bereich der Fluchtwege (Laubengänge) als gefährlich erkannt und abgenommen.[21]

## Datenbank der Arbeitsgemeinschaft der Leiter der Berufsfeuerwehren
Der Brand am 29. Mai 2012 in Frankfurt am Main veranlasste die Feuerwehr Frankfurt am Main im Auftrag der Arbeitsgemeinschaft der Leiter der Berufsfeuerwehren Erfahrungsberichte von Feuerwehren mit ähnlichen Ereignissen zu dokumentieren. Im Zeitraum vom 19. Dezember 2001 bis zum 27. Juni 2017 konnten so 107 Vorfälle erfasst werden. Eine Analyse des Energieinstituts Hessen kam im Jahr 2017 zur Feststellung, dass nur in 29 dieser Fälle das Wärmedämmverbundsystem tatsächlich zum Brandereignis beitrug. 73 % sind Fehleinträge oder Bagatellfälle, bei denen das WDVS nicht mitbrannte oder nur kleine Flächen hinter dem Putz schmolzen. Es gibt keinen Fall, bei dem es durch das mitbrennende Polystyrol zu Brandtoten gekommen wäre.